# SSE5
SSE5, pour Streaming SIMD Extensions version 5, est un jeu d'instructions SSE supplémentaires 128-bit pour l'architecture AMD64 du processeur Bulldozer annoncé par AMD le 30 août 2007 et dont la production a commencé en 2011.

## Compatibilité
Les processeurs AMD n'incluent pas la totalité des instructions-machine de la précédente version, SSE4. À la suite de cela, le développement de logiciels peut s'avérer compliqué. Certaines instructions sont des instructions à 3 opérandes.

## Nouvelles instructions
Le jeu d'instructions SSE5 est composé de 170 instructions (incluant 46 instructions de base) pour l'amélioration des performances en mono-thread. Il introduit, :
- des instructions de fusion, de multiplication et d'accumulation (FMAC, FNMAC, FMSC, FNMSC)
- des instructions de multiplication et d'accumulation de nombre entier (IMAC, IMADC)
- des instructions de comparaison de vecteur et de test
- des instructions de contrôle de précision, d'arrondissement et de conversion
- des instructions de permutation et déplacement conditionnel